# 伊利夫人
伊利夫人（?—?）昔氏，又作禮生夫人、企利夫人，朝鮮三國時代新羅第18代君主實聖麻立干的母亲。
伊利夫人是昔登保阿干的女儿，一说是昔登也阿干的女儿，嫁给了第13代君主味邹尼师今的兄弟金大西知，生子金實聖。奈勿麻立干四十七年（402年），奈勿麻立干去世，以堂弟金實聖为王，即實聖麻立干。

## 家族
- 父亲：昔登保阿干（昔登也阿干）
  - 丈夫：金大西知
    - 儿子：18代王實聖麻立干